# Trombociti
Trombociti su krvne pločice tj. malena, bezbojna tjelešca bez jezgre. U litri krvi ih ima od 150–400 ·109. Nastaju u koštanoj srži iz dijelova megakariocita (stanice s velikom jezgrom). Vrlo brzo se raspadaju, te im život traje razmjerno kratko – od 3 do 5 dana.
Broj im se kreće od 150-350x109 u 1 mm³ krvi. Mijenja se pri fiziološkim uvjetima i dobi života. Oblik je loptast ili ovalan. Ako stoje izvjesno vrijeme u izvađenoj krvi čije je zgrušavanje spriječeno dobivaju vretenast oblik. Veličina je mala, 2-4 mikrona. U građi razlikujemo periferni i centralni dio. Periferni dio je citoplazma i zove se hijalomera, a centralni dio se sastoji iz zrnaca i zove se hromomera.
Kemijski sastav Najveći dio čini voda 86-88%, a ostatak su organske i neorganske tvari. Bjelančevina ima najviše oko 57%, a lipida oko 19%.
Fizičke osobine su: adhezivnost, agregacija, aglutinacija i viskozna metamorfoza. Adhezivnost je sposobnost lakog priljubljivanja za svaku površinu koja se vlaži, agregacija je sposobnost sljepljivanja trombocita u gomilice koje se mogu rastaviti, aglutinacija je sposobnost trajnog sljepljivanja u gomilice, viskozna metarmorfoza je mijenjanje građe aglutinisanih trombocita, pri čemu grupice bubre i pojedinačni trombociti se ne raspoznaju.
Imaju veoma važnu ulogu u procesu zgrušavanja krvi jer je održavanje krvi u tekućem stanju unutar krvotoka i zaustavljanje krvarenja pri oštećenju krvnih žila (hemostaza) važan je mehanizam za očuvanje stalnih uvjeta u kojima funkcionira organizam.
Ako se žila ozlijedi ili rastrgne, treba zaustaviti krvarenje, a zaustavljanje se postiže pomoću nekoliko mehanizama:
- Spazam (stezanje ili kontrakcija) žile – stijenka žile se kontrahira (skupi, stegne) odmah pošto se žila presiječe ili rastrgne te se time trenutačno smanji otjecanje krvi kroz ozljedu žile. Što je žila više ozlijeđena, to je veći spazam, što znači da prerezana žila obično mnogo više krvari nego žila oštećena trganjem. Takav lokalni žilni spazam može trajati 20 minuta do pola sata dok se za to vrijeme odigrava proces začepljenja žile trombocitima i proces zgrušavanja krvi.

- Stvaranje trombocitnog čepa – to je pokušaj da se trombocitima začepi ozljeda na krvnoj žili. Naime, trombociti bitno promijene svoja svojstva kada dođu u dodir s površinom koja se može ovlažiti, kao što su kolagene niti u stjenci žile. Počinju bubriti, poprime nepravilne oblike s brojnim izdancima koji strše s njihovih površina, postaju ljepljivi pa prianjaju na kolagene niti te luče velike količine ADP-a. ADP djeluje na okolne trombocite te ih aktivira te ti novi trombociti zbog ljepljivosti adheriraju (prianjaju) na one trombocite koji su prvi bili aktivirani. Tako se na mjestu svake pukotine ogoljeli kolagen izaziva zatvoreni krug aktiviranja sve većeg i većeg broja trombocita te se oni nagomilavaju i stvaraju trombocitni čep.

- Stvaranje krvnog ugruška – počinje za 15 do 20 sekundi ako je oštećenje stijenke žile opsežno, a za jednu do dvije minute ako je oštećenje maleno. Taj proces stvaranja krvnog ugruška započinju aktivacijske tvari iz oštećene žilne stjenke i iz trombocita, te proteini iz krvi koji adheriraju na kolagen oštećene žilne stijenke. Za tri do šest minuta nakon ozljede žile, ugrušak ispuni cijeli prerezan ili razderan kraj žile. Nakon 20 minuta do jednog sata ugrušak se retrahira(potisne natrag) te se žila još više zatvori.

- Koagulacija krvi – zgrušavanje se zbiva u tri stadija – prvo, nakon prekidanja žile ili oštećenja same krvi stvara se tvar nazvana aktivator protrombina. Drugo, aktivator protrombina katalizira pretvorbu protrombina u trombin. Treće, trombin djeluje kao enzim pri pretvorbi fibrinogena u fibrinske niti koje upliću u svoju mrežu eritrocite i plazmu te se tako stvara krvni ugrušak.